# متسلسلة أيزنشتاين
متسلسلة أيزنشتاين (بالإنجليزية: Eisenstein series)‏ هي شكل نمطي خاص. سميت متسلسلة أيزنشتاين هكذا نسبة إلى عالم الرياضيات الألماني غوتهولد أيزنشتاين.
انظر إلى زمرة نمطية.

## متسلسلة أيزنشتاين عند زمرة نمطية

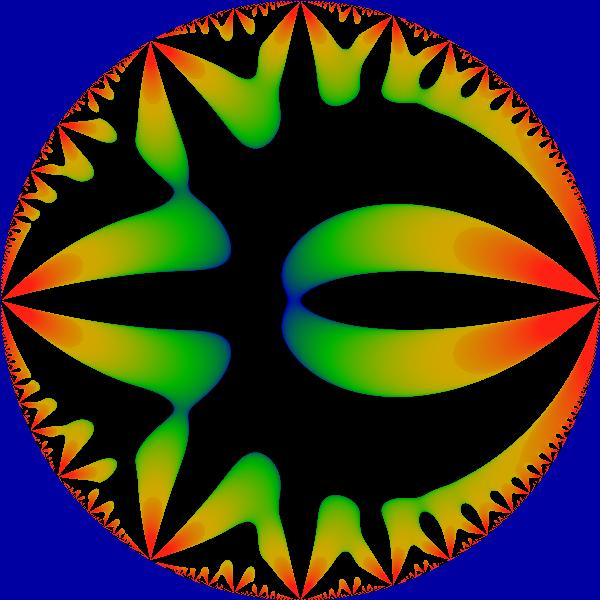
الجزء الحقيقي لG_{6} دالةً متغيرها q في القرص الواحدي.

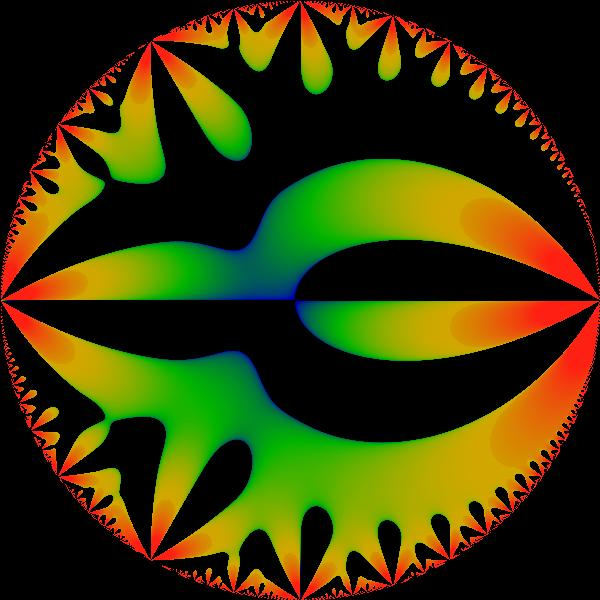
الجزء التخيلي لG_{6} دالةً متغيرها q في القرص الواحدي.

{\displaystyle G_{2k}(\tau )=\sum _{(m,n)\in \mathbf {Z} ^{2}\backslash (0,0)}{\frac {1}{(m+n\tau )^{2k}}}.}